# Чемпіонат Європи з футболу 1960 (кваліфікаційний раунд)
Кваліфікаційний турнір Чемпіонату Європи з футболу 1960 року відбувався з 28 вересня 1958 по 29 травня 1960 року. Сімнадцять команд-учасниць грали за системою плей-оф.

## Матчі

### Попередній етап
- Ірландія —Чехословаччина — 2:0 і 0:4[1]

### 1/8 фіналу
- СРСР — Угорщина — 3:1 і 1:0
- Франція — Греція — 7:1 і 1:1
- Румунія — Туреччина — 3:0 і 0:2
- Норвегія — Австрія — 0:1 і 2:5
- Югославія — Болгарія — 2:0 і 1:1
- НДР-Португалія — 0:2 і 2:3
- Польща — Іспанія — 2:4 і 0:3
- Данія — Чехословаччина — 2:2 і 1:5

### 1/4 фіналу
- Франція — Австрія — 5:2 і 4:2
- Португалія — Югославія — 2:1 і 1:5
- Іспанія — СРСР — -:+ (відмова Іспанії)
- Румунія — Чехословаччина — 0:2 і 0:3

## Кваліфікувались
- Чехословаччина
- СРСР
- Франція
- Югославія